# Radyjo Krambambula 0,33 FM
Radyjo Krambambula 0,33 FM (biał. Радыё Крамбамбуля 0,33 ФМ) – trzeci album studyjny białoruskiego zespołu rockowego Krambambula, wydany w 2004 roku. W nagraniu płyty gościnnie wzięli udział lider zespołu Lapis Trubieckoj Siarhiej Michałok i wokalista Neuro Dubel Alaksandr Kulinkowicz (obaj współtworzyli również poprzedni album Krambambuli Karali rajonu), a także piosenkarka Hiunesz Abasawa i frontmen ukraińskiej grupy Skriabin Andrij Kuźmenko.

## Lista utworów
| Nr  | Tytuł utworu                         | Oryginalna pisownia tytułu          | Długość |
| --- | ------------------------------------ | ----------------------------------- | ------- |
| 1.  | „Radyjo Krambambula 0,33 FM”         | «Радыё Крамбамбуля 0,33 ФМ»         | 0:29    |
| 2.  | „Turysty”                            | «Турысты»                           | 3:20    |
| 3.  | „Susiedzi”                           | «Суседзі»                           | 3:36    |
| 4.  | „Nargyz”                             | «Наргыз»                            | 1:37    |
| 5.  | „Ayriliğ (Rastańnie)”                | «Ayriliğ (Растаньне)»               | 5:37    |
| 6.  | „Cücələrim (Kuraniatki)”             | «Cücələrim (Кураняткі)»             | 3:03    |
| 7.  | „23 fieurala”                        | «23 феўраля»                        | 4:41    |
| 8.  | „Darahija żenszczyny”                | «Дарагія жэншчыны»                  | 3:36    |
| 9.  | „Czterej pancerni”                   |                                     | 2:32    |
| 10. | „Mama darahaja”                      | «Мама дарагая»                      | 1:25    |
| 11. | „Feryadim nafile (Marny kryk duszy)” | «Feryadim nafile (Марны крык душы)» | 4:19    |
| 12. | „Turysty” (wersja Jauhiena Alejnika) | «Турысты (вэрсія Яўгена Алейніка)»  | 3:17    |
|     |                                      |                                     | 37:32   |

## Twórcy
- Lawon Wolski – wokal, gitara, klawisze
- Siarhiej Michałok – wokal
- Alaksandr Kulinkowicz – wokal
- Andrij Kuźmenko – wokal (utwór 3)
- Hiunesz Abasawa – wokal
- Siarhiej Kananowicz – gitara, mandolina
- Uładzisłau Pluszczau – gitara basowa
- Alaksandr Chaukin – skrzypce, klawisze, organy hammonda
- Alaksandr Bykau – perkusja